# Milionia xanthobathra
Milionia xanthobathra är en fjärilsart som beskrevs av Louis Beethoven Prout 1923. Milionia xanthobathra ingår i släktet Milionia och familjen mätare. Inga underarter finns listade i Catalogue of Life.